# 馬里亞尼夫卡 (弗倫濟夫卡區)
47°29′35″N 29°43′1″E / 47.49306°N 29.71694°E
馬爾亞尼夫卡（烏克蘭語：Мар'янівка）是位於烏克蘭西南部的村莊，由敖德萨州羅茲季利納區的扎哈里夫卡市鎮負責管轄。該村始建於1857年，面積0.75平方公里，海拔高度106米，2001年人口108，人口密度每平方公里144人。